# Апостольская администратура для верующих византийского обряда в Беларуси
Апостольская администратура для верующих византийского обряда в Беларуси (лат. Administratio Apostolica Belorussiae pro fidelibus ritus byzantini, бел.  Апостальская адміністратура для вернікаў візантыйскага абраду ў Беларусі) — апостольская администратура Белорусской грекокатолической церкви с центром в городе Минск, Беларусь. Апостольская администратура для верующих византийского обряда в Беларуси подчиняется напрямую Святому Престолу. Апостольская администратура для верующих византийского обряда в Беларуси объединяет католиков восточного обряда, проживающих на всей территории Беларуси.

## История
30 марта 2023 года Папа Франциск учредил Апостольскую администратуру для верующих византийского обряда в Беларуси и назначил Апостольского администратора того же церковного круга архимандрита Сергей Гаек, M.I.C., в настоящее время апостольского визитатора для тех же верующих.

## Ординарии апостольской администратуры
- архимандрит Сергей Гаек (30.03.2023 — по настоящее время).